# Ignacio Montes
Ignacio Montes González (Málaga, 7 de noviembre de 1992) es un actor español.

## Trayectoria profesional
Ha participado en series como Los Serrano, La pecera de Eva y BuenAgente. Durante 2013 y 2014 interpretó a Carlos Almansa en la serie de Antena 3 Vive cantando. En 2015 interpretó a Marco en Acacias 38. En 2017 comenzó a interpretar a Manolito Infantes Blázquez en la serie Velvet Colección durante sus dos temporadas, emitidas en Movistar+.
En 2019 protagonizó, junto a Ivana Baquero, Jon Kortajarena, Alejandra Onieva y Begoña Vargas la serie original de Netflix Alta mar, donde interpreta a Dimas Gómez. Repitió su papel en la serie en sus tres temporadas. En cine ha participado en las películas El verano que vivimos (2020) y Fuimos canciones (2021).
En 2021 se incorporó a Servir y proteger como personaje principal, como Jota. En 2022 fue uno de los protagonista de la serie La novia gitana, basada en la novela homónima de Carmen Mola, con el personaje de Ángel Zárate. Personaje que siguió interpretando en su continuación: La red púrpura (2023).
En 2024 se incorpora al reparto de Beguinas, interpretando a Gonzalo de Grijalvo.

## Filmografía

### Televisión
| Año         | Título                     | Personaje                            | Cadena              | Notas         |
| ----------- | -------------------------- | ------------------------------------ | ------------------- | ------------- |
| 2006        | La dársena de poniente     | Daniel Prado                         | La 1                | 9 episodios   |
| 2007        | Gominolas                  | Benja                                | Cuatro              | 7 episodios   |
| 2008        | Los Serrano                | Juan                                 | Telecinco           | 5 episodios   |
| 2011        | BuenAgente                 | Álex                                 | La Sexta            | 19 episodios  |
| 2011        | La pecera de Eva           | Juan                                 | Telecinco           | 65 episodios  |
| 2011        | Marco                      | Chico bicicleta                      | Antena 3            | 1 episodio    |
| 2013        | El don de Alba             | Extra                                | Telecinco           | 1 episodio    |
| 2013 - 2014 | Vive cantando              | Carlos Almansa Benítez               | Antena 3            | 25 episodios  |
| 2015        | Acacias 38                 | Marco                                | La 1                | 26 episodios  |
| 2016 - 2017 | El secreto de Puente Viejo | Damián Dos Casas / Ismael Barrientos | Antena 3            | 62 episodios  |
| 2017        | Centro médico              | Paciente                             | La 1                | 2 episodios   |
| 2017 - 2018 | Velvet Colección           | Manuel «Manolito» Infantes Blázquez  | #0                  | 20 episodios  |
| 2019 - 2020 | Alta Mar                   | Dimas Gómez                          | Netflix             | 22 episodios  |
| 2021 - 2022 | Servir y proteger          | Jaime «Jota» Bustos                  | La 1                | 123 episodios |
| 2022        | La novia gitana            | Ángel Zárate                         | Atresplayer Premium | 8 episodios   |
| 2023        | La red púrpura             | Ángel Zárate                         | Atresplayer Premium | 8 episodios   |
| 2024        | Beguinas                   | Gonzalo de Grijalvo                  | Antena 3            | 10 episodios  |
| 2025        | La encrucijada             | Nando                                | Antena 3            | ¿? episodios  |

### Cine
| Año  | Título                   | Personaje  | Director           | Notas        |
| ---- | ------------------------ | ---------- | ------------------ | ------------ |
| 2008 | El reencuentro de Alicia | Jorge      | Biktor Kero        | Cortometraje |
| 2008 | Sólo quiero caminar      | Juan       | Agustín Díaz Yanes |              |
| 2012 | El hijo                  | Pedro      | Venci Kostov       | Cortometraje |
| 2012 | Azul y no tan rosa       | Armando    | Miguel Ferrari     |              |
| 2013 | Sájara                   | Víctor     | Juanan Martínez    | Cortometraje |
| 2018 | Los amores cobardes      | Rubén      | Carmen Blanco      |              |
| 2020 | El verano que vivimos    | Arquitecto | Carlos Sedes       |              |
| 2021 | Fuimos canciones         | Samuel     | Juana Macías       |              |